# اداهاندجیگون
اداهاندجیگون (به لاتین: Adahondjigon) در بنین است که در استان زو واقع شده‌است.

## خصوصیات
اداهاندجیگون ۵٬۳۳۷ نفر جمعیت دارد.